# Weather Underground
La Weather Underground Organization (WUO), nota come Weatherman, the Weathermen o Weather Underground, fu un'organizzazione dell'estrema sinistra statunitense fondata nel campus di Ann Arbor dell'Università del Michigan.

## Storia
Chiamati originariamente Weatherman il gruppo divenne noto colloquialmente come the Weathermen. Il gruppo si strutturò nel 1969 come una fazione della Students for a Democratic Society (SDS), costituita per la maggior parte dal gruppo dirigente nazionale della SDS e dai suoi sostenitori.
Seguendo tesi rivoluzionarie vicine al black power e di opposizione alla guerra in Vietnam, il gruppo compì degli attentati dinamitardi nella metà degli anni settanta e prese parte in azioni quali l'evasione del dottor Timothy Leary. I "Days of Rage", la sua prima manifestazione pubblica, furono un tumulto scatenato l'8 ottobre 1969 a Chicago, in concomitanza col processo ai Chicago Seven. Nel 1970 il gruppo pubblicò una "dichiarazione di guerra" contro il governo degli Stati Uniti d'America firmandola come "Weather Underground Organization".
Gli attacchi dinamitardi avevano come obiettivo principale gli edifici governativi e le banche, e nella maggior parte dei casi furono preceduti da avvertimenti volti a far evacuare gli obiettivi. Nessuno rimase ucciso nelle azioni dei Weathermen tranne tre membri del gruppo stesso che rimasero vittime di un'esplosione al Greenwich Village. Successivamente tre ex-membri del gruppo furono coinvolti in una rapina che causò la morte di tre persone, fra cui Waverly Brown, il primo ufficiale di colore della polizia di Nyack. L'attentato al Campidoglio degli Stati Uniti d'America del 1º marzo 1971 fu rivendicato con un comunicato di "protesta contro l'invasione statunitense del Laos". L'attentato al Pentagono del 19 maggio 1972 fu invece rivendicato come una "vendetta contro i bombardamenti aerei su Hanoi". L'attentato del 29 gennaio 1975, infine, fu rivendicato come "risposta all'escalation bellica in Vietnam".
Il Weather Underground trasse il proprio nome dal verso di "You don't need a weatherman to know which way the wind blows" (non serve un meteorologo per sapere da che lato soffia il vento), dalla canzone Subterranean Homesick Blues (1965) di Bob Dylan. Il verso divenne il titolo di un documento distribuito alla convention dell'SDS di Chicago del 18 giugno 1969. Il documento propugnava la creazione di una "forza combattente bianca" destinata ad allearsi coi movimenti radicali neri al fine di raggiungere "la distruzione dell'imperialismo statunitense e creare un mondo privo di classi: un mondo comunista".
Il gruppo iniziò il suo declino dopo i primi accordi di pace in Vietnam, nel 1973, che portò al declino dell'intera New Left statunitense. Nel 1977 l'organizzazione aveva già cessato di esistere. La loro clandestinità finì all'inizio degli anni '80, quando alcuni attivisti decisero di costituirsi. La scoperta che la FBI aveva raccolto le prove a carico dei Weathermen utilizzando metodi illegali fece sì che pochi di loro finissero in carcere. Tra questi David Gilbert e Kathy Boudin, condannati all'ergastolo per l'assalto a un blindato finito in strage, compiuto nel 1981, successivamente alla dissoluzione del gruppo. Kathy Boudin (1943-2022) è stata scarcerata il 20 agosto 2003. Nel 2008 è stata assunta come docente alla Columbia University, una decisione che ha provocato molte controversie. Era considerata, tuttavia, un'eccellente docente dai suoi studenti . Bernardine Dohrn, Mark Rudd, Brian Flanagan, Bill Ayers, Naomi Jaffe e Matthew Landy Steen sono invece liberi e vivono tutt'oggi negli Stati Uniti d'America.

## Nella cultura di massa
- I Weathermen sono protagonisti del tredicesimo episodio di Life on Mars. Diversamente dalla realtà storica, nella fiction i loro attentati dinamitardi provocano la morte di diversi poliziotti.
- Vivere in fuga, film di Sidney Lumet del 1988
- In Pastorale americana, di P. Roth,  romanzo premio Pulitzer nel 1998, la figlia sedicenne del protagonista, Merry, si unisce all'organizzazione con conseguenze drammatiche per la famiglia
- La regola del silenzio - The Company You Keep, film di Robert Redford del 2012

### Video
- Sam Green e Bill Siegel, The Weather Underground, 2003 (versione sottotitolata in italiano pubblicata da Abraxas -Firenze 2005).
- Emile de Antonio, Underground, Sphinx Productions, 1976.